# Naoki Urata
Naoki Urata (Saitama, 27 juni 1974) is een voormalig Japans voetballer.

## Carrière
Naoki Urata speelde tussen 1997 en 2002 voor Kawasaki Frontale en Ventforet Kofu.

## Statistieken
| Japan   | Japan             | Japan           | League | League | Emperor's Cup | Emperor's Cup | J-League Cup | J-League Cup | Totaal | Totaal |
| Seizoen | Club              | League          | Wed.   | Goals  | Wed.          | Goals         | Wed.         | Goals        | Wed.   | Goals  |
| ------- | ----------------- | --------------- | ------ | ------ | ------------- | ------------- | ------------ | ------------ | ------ | ------ |
| 1997    | Kawasaki Frontale | Football League | 4      | 2      | 0             | 0             | -            | -            | 4      | 2      |
| 1998    | Kawasaki Frontale | Football League | 13     | 0      | 1             | 1             | 2            | 2            | 16     | 3      |
| 1999    | Kawasaki Frontale | J. League 2     | 28     | 6      | 2             | 2             | 1            | 0            | 31     | 8      |
| 2000    | Kawasaki Frontale | J. League 1     | 13     | 2      | 0             | 0             | 2            | 0            | 15     | 2      |
| 2001    | Kawasaki Frontale | J. League 2     | 0      | 0      | 0             | 0             | 1            | 0            | 1      | 0      |
| 2002    | Ventforet Kofu    | J. League 2     | 10     | 1      | 0             | 0             | -            | -            | 10     | 1      |
| Totaal  | Totaal            | Totaal          | 68     | 11     | 3             | 3             | 6            | 2            | 77     | 16     |